# Periscepsia canina
Periscepsia canina là một loài ruồi trong họ Tachinidae.